# Lucilia pionia
Lucilia pionia är en tvåvingeart som beskrevs av Walker 1849. Lucilia pionia ingår i släktet Lucilia och familjen spyflugor. Inga underarter finns listade i Catalogue of Life.